# Atelopus certus
Atelopus certus é uma espécie de sapo da família Bufonidae. Ele é endêmico na região de Darién, no leste do Panamá. Seu habitat natural são as florestas úmidas das terras baixas em áreas tropicais e subtropicais. Está ameaçado pela perda do seu habitat.